# Hjalmar Nordling
Hjalmar Nordling, känd under sitt författarnamn Hj. Nortamo, född 13 juni 1860 i Raumo, död 30 november 1931 i Björneborg, var en finländsk författare och läkare. 
Nortamo arbetade som stadsläkare i Raumo från 1889 till 1900 och i Björneborg från 1903 till 1930. Han är bäst känd för sina berättelser på Raumodialekt som ofta handlar om sjöfart och den gamla sjöstadsmiljön i Raumo. År 1930 hedrades Nortamo med professors titel. Samma år bildades Nortamo-Seor, som är ett författarsällskap tillägnat Nortamo.